# Gaudecker (Adelsgeschlecht)

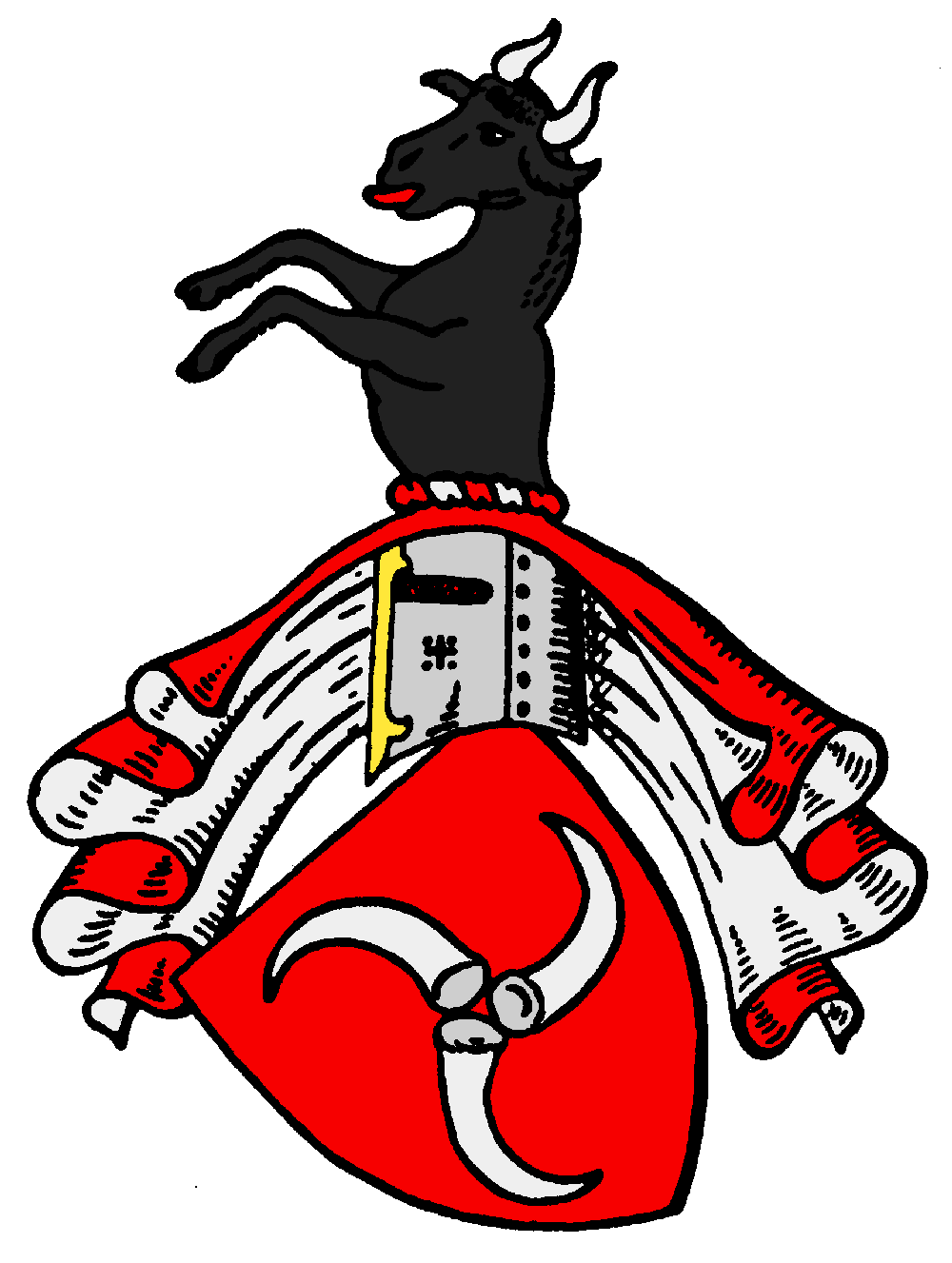
Wappen derer von Gaudecker

Gaudecker ist der Name eines ostpreußisches, ursprünglich edelfreien Uradelsgeschlechts.

## Geschichte
Das Geschlecht führt seine Abstammung auf den im Jahre 1255 urkundlich genannten Samländer Gedúne zurück. Die ununterbrochene Stammreihe beginnt mit Dietrich von Wargen genannt Cantayn (1375–1412), während der Name Gaudecker seit 1600 nach Gaudeko († 1342) geführt wird.

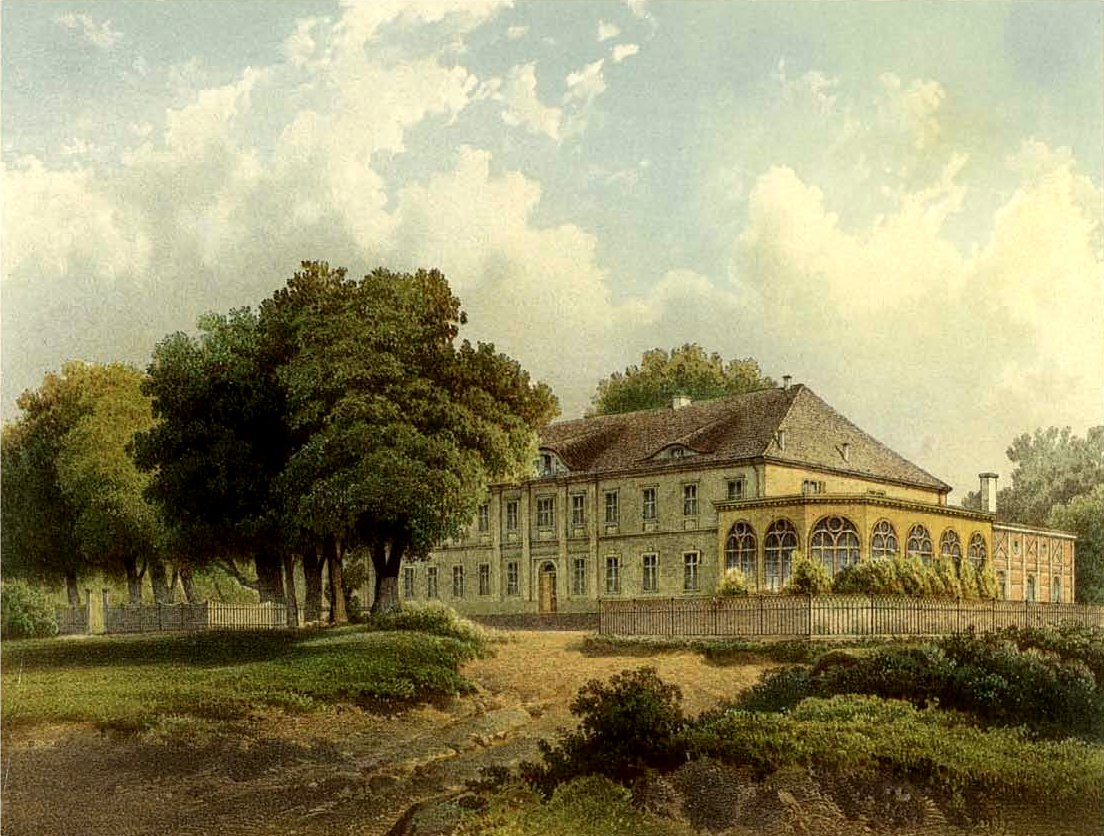
Schloss und Rittergut Kerstin, Lithographie aus der Sammlung Alexander Duncker

Die Familie war u. a. zu Partheinen (1543–1721) in Ostpreußen, Kerstin (1764–1945), Kruckenbeck (seit 1764), Krühne (1764–1945) sowie Klannin in Hinterpommern, Häslicht (seit 1771) im Fürstentum Schweidnitz, begütert.

## Angehörige
- Albert von Gaudecker-Kerstin (1799–1866), 1839–1849 Landrat[2] im Kreis Fürstenthum, Autor[3]
  - Leo von Gaudecker (1827–1897), dt. Rittergutsbesitzer, auf Gut und Schloss Kerstin
  - Max von Gaudecker (1829–1885), dt. Rittergutsbesitzer, auf Groß Reichow
  - Emil von Gaudecker (1831–1893), dt. Rittergutsbesitzer, auf Zuch, und Politiker
    - Wilhelm von Gaudecker (1873–1924), dt. Rittergutsbesitzer, u. a. auf Zuch
      - Gerlach von Gaudecker (1909–1970), dt. Brigadegeneral d. Bundeswehr
        - Heinrich W. G. von Gaudecker (1945–2013), Diplomlandwirt u. Rechtsritter d. Johanniterordens
- Emma von Gaudecker (1828–1898), Mutter d. August von der Osten (1855–1895), pommerscher Landrat, sowie Schwiegermutter d. Wedig von der Osten (1859–1923), preuß. Landschaftsrat
- Rita von Gaudecker, geborene von Blittersdorf (1879–1968), dt. Schriftstellerin

## Wappen
Das Wappen zeigt in Rot drei im Schächerkreuz stehende silberne Stierhörner. Auf dem Helm mit rot-silbernen Decken ein wachsender silbern-bewehrter (auch schwarz-bewehrter) schwarzer Stier.